# Ján Kuboš

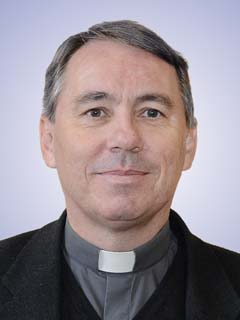
Ján Kuboš, 2018

Wappen von Ján Kuboš

Ján Kuboš (* 28. Februar 1966 in Trstená, Tschechoslowakei) ist ein slowakischer Geistlicher und römisch-katholischer Weihbischof in Spiš.

## Leben
Ján Kuboš empfing am 18. Juni 1989 in Bratislava durch den Weihbischof in Trnava, Ján Sokol, das Sakrament der Priesterweihe.
Nach der Priesterweihe war Kuboš als Pfarrvikar in Podolínec, Svit, Liptovský Mikuláš und Ružomberok tätig. Danach wurde er Pfarrer in Liptovská Osada und Gefängnisseelsorger. Von 1997 bis 2017 war Ján Kuboš Spiritual am Priesterseminar und lehrte am Theologischen Institut in Spišské Podhradie. 2017 wurde er Pfarrer und Dekan in Kežmarok. Zudem war Kuboš Mitglied des Priesterrats, des Konsultorenkollegiums und der Kommission für Liturgie des Bistums Spiš sowie Verantwortlicher für die Berufungspastoral und Richter am Kirchengericht.
Am 25. März 2020 ernannte ihn Papst Franziskus zum Titularbischof von Quiza und zum Weihbischof in Spiš. Der Bischof von Spiš, Štefan Sečka, spendete ihm am 24. Juni desselben Jahres in der Kathedrale des heiligen Martin in Spišská Kapitula die Bischofsweihe; Mitkonsekratoren waren der Apostolische Nuntius in der Slowakei, Erzbischof Giacomo Guido Ottonello, und der emeritierte Weihbischof in Spiš, Andrej Imrich.